# Peter Gethin
Peter Kenneth Gethin (* 21. Februar 1940 in Ewell, Surrey, England; † 5. Dezember 2011 in Goodwood) war ein britischer Automobilrennfahrer. Er startete von 1970 bis 1974 in der Formel 1.

## Leben
Peter Gethin wuchs in seinem Geburtsort Ewell bei Epsom auf und interessierte sich schon früh für Motorsport. Gethins Vater Ken war Jockey, doch der Sohn konnte sich nicht mit dem Reitsport anfreunden. Der junge Gethin machte eine Kfz-Lehre und wurde Autoverkäufer. In Brands Hatch besuchte er schließlich eine Rennfahrerschule. Seine Karriere begann mit britischen Clubrennen, bevor er 1969 und 1970 die Europäische Formel-5000-Meisterschaft gewann und darüber hinaus einige Achtungserfolge in der Formel 3 und Formel 2 erzielte.
Kurz nach dem tödlichen Unfall von Bruce McLaren, der bei Testfahrten mit dem CanAm-McLaren in Goodwood verunglückte, kam Gethin als Ersatzfahrer zum gleichnamigen Rennstall und gab beim Großen Preis der Niederlande 1970 in Zandvoort sein Formel-1-Debüt. Sowohl in diesem Grand Prix als auch in den folgenden Rennen konnte Gethin nicht überzeugen; lediglich beim Großen Preis von Kanada 1970 errang er einen WM-Punkt. Nach dem Großen Preis von Deutschland 1971 verließ er McLaren.
Unmittelbar danach unterschrieb Gethin einen Vertrag bei B.R.M. Hier startete er als Ersatzfahrer für den Mexikaner Pedro Rodríguez, der bei einem Lauf der europäischen Interserie am Norisring tödlich verunglückt war. Beim ersten Einsatz für sein neues Team, dem Großen Preis von Österreich 1971, kam Gethin nur auf den zehnten Rang.

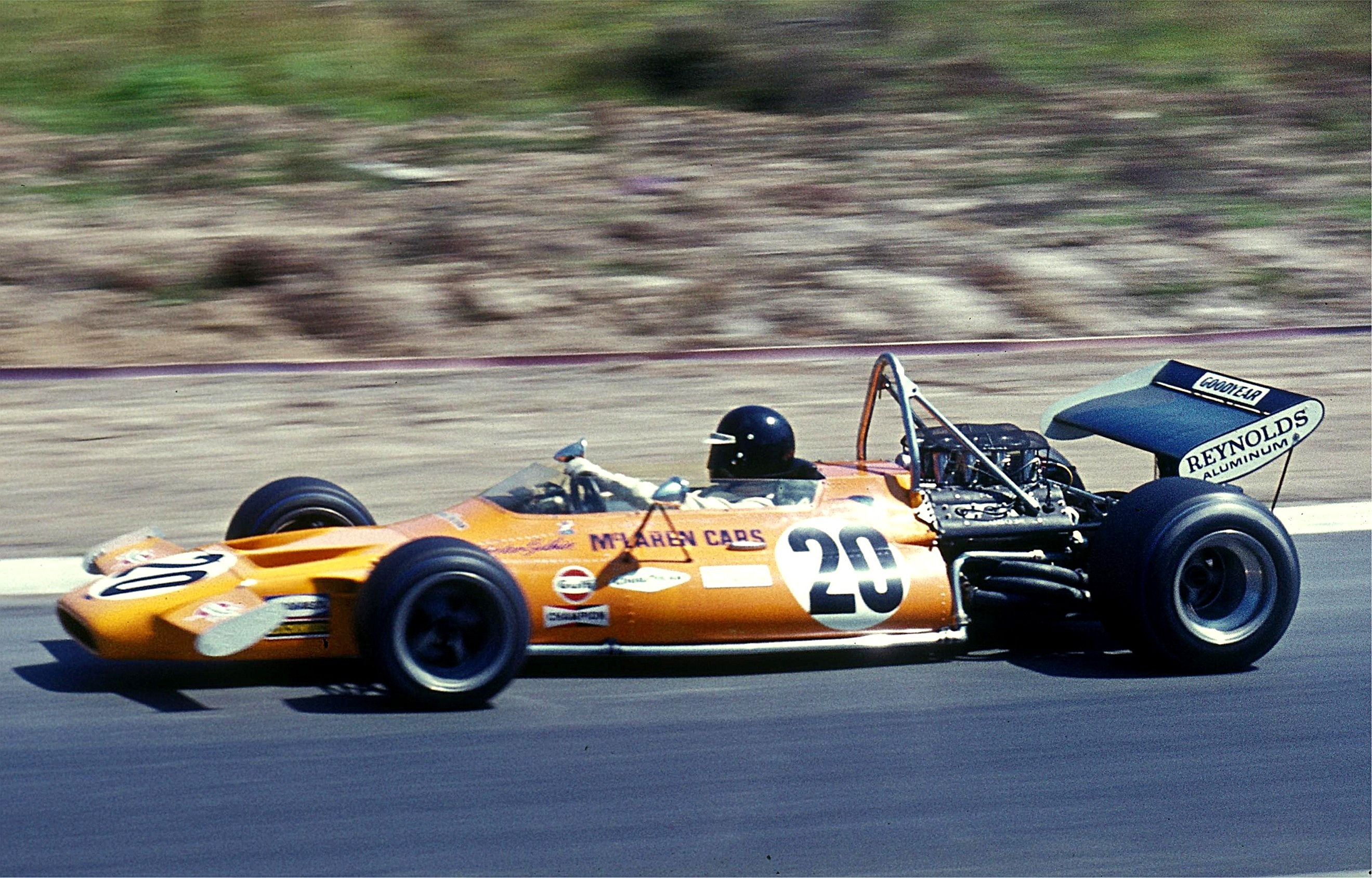
Peter Gethin beim Training zum GP von Deutschland 1971

Beim nächsten Rennen, dem Großen Preis von Italien 1971, gelang ihm jedoch eine Sensation. Gethin, der als Elfter gestartet war, konnte in einem denkwürdigen Rennen seinen ersten und einzigen Grand-Prix-Sieg erringen. In einem dramatischen Windschattenkampf überholte er in der letzten Runde vor der Parabolica-Kurve nacheinander François Cevert, Mike Hailwood wie auch Ronnie Peterson, der sich verbremste, und gewann das Rennen mit einer hundertstel Sekunde Vorsprung vor dem Schweden. Innerhalb von sechs Zehntelsekunden schossen hinter Peterson noch Cevert, Hailwood und der Neuseeländer Howden Ganley über die Ziellinie. Dies war der knappste Zieleinlauf in der Formel-1-Geschichte.
An diese Leistung konnte Gethin im Laufe seiner weiteren Karriere nicht mehr anknüpfen. Er fuhr 1972 und 1973 (einen Lauf) für B.R.M., doch außer einem weiteren WM-Punkt (Italien 1972) hatte er zahlreiche Ausfälle zu verzeichnen. Nach einem Gastauftritt 1974 im durch den Zigaretten-Hersteller Embassy gesponserten Rennstall von Graham Hill (Großer Preis von Großbritannien) war die Formel-1-Karriere von Peter Gethin beendet.
Nachdem er in den späten 1970ern kurzzeitig an der CanAm-Serie teilgenommen hatte, wurde Gethin Manager des aufstrebenden Italieners Beppe Gabbiani. Mitte der 1980er leitete er das Toleman-F1-Team, bevor er sein eigenes Team Peter Gethin Racing für einige Jahre in der Formel 3000 etablierte. Bis zu seinem Tod organisierte der Ex-F1-Pilot Rennfahrerlehrgänge auf hohem Niveau, die auf dem Goodwood Motor Circuit bei Chichester in Südengland stattfanden.
Gethin starb nach langer Krankheit im Alter von 71 Jahren. Er war verheiratet und hatte einen Sohn.

## Statistik
Peter Gethin fuhr während seiner Formel-1-Zeit von 1970 bis 1974 insgesamt 30 Grand-Prix-Rennen für McLaren, B.R.M. und Lola. Beim Großen Preis von Frankreich 1972 in Clermont-Ferrand konnte er infolge eines Trainingsunfalls nicht starten. Sein bestes Trainingsergebnis war Startplatz fünf beim Großen Preis von Monaco 1972. Gethin errang insgesamt 11 WM-Punkte: Mont-Tremblant 1970 (6. Platz, 1 Punkt), Monza 1971 (Sieg, 9 Punkte) und Monza 1972 (6. Platz, 1 Punkt). Seine drei Führungsrunden drehte er im Monza-Rennen von 1971.
1973 gewann Peter Gethin das nicht zur Weltmeisterschaft zählende Race of Champions in Brands Hatch mit seinem Formel-5000-Chevron B24 gegen diverse Formel-1-Wagen und 1974 die Tasman-Serie in Australien und Neuseeland.

### Grand-Prix-Siege
- 1971  Großer Preis von Italien (Monza)

### Einzelergebnisse in der Sportwagen-Weltmeisterschaft
| Saison | Team                      | Rennwagen               | 1   | 2   | 3   | 4   | 5   | 6   | 7   | 8   | 9   | 10  | 11  | 12  | 13  | 14  | 15  | 16  | 17  | 18  | 19  | 20  |
| ------ | ------------------------- | ----------------------- | --- | --- | --- | --- | --- | --- | --- | --- | --- | --- | --- | --- | --- | --- | --- | --- | --- | --- | --- | --- |
| 1964   | Freeze Racing             | Diva GT                 | DAY | SEB | TAR | MON | SPA | CON | NÜR | ROS | LEM | REI | FRE | CCE | RTT | SIM | NÜR | MON | TDF | BRI | BRI | PAR |
| 1964   | Freeze Racing             | Diva GT                 |     |     |     | DNF |     |     |     |     |     |     |     |     |     |     |     |     |     |     |     |     |
| 1966   | Chris Barber              | Lotus Elan              | DAY | SEB | MON | TAR | SPA | NÜR | LEM | MUG | CCE | HOK | SIM | NÜR | ZEL |     |     |     |     |     |     |     |
| 1966   | Chris Barber              | Lotus Elan              |     |     | DNF |     |     |     |     |     |     |     |     |     |     |     |     |     |     |     |     |     |
| 1967   | Opert Racing Cuthbert     | Chevron B4 Ford GT40    | DAY | SEB | MON | SPA | TAR | NÜR | LEM | HOK | MUG | BRH | CCE | ZEL | OVI | NÜR |     |     |     |     |     |     |
| 1967   | Opert Racing Cuthbert     | Chevron B4 Ford GT40    | DNF |     |     |     |     |     |     |     |     | 12  |     |     |     |     |     |     |     |     |     |     |
| 1974   | Chevron Cars Team Gunston | Chevron B23 Chevron B26 | MON | SPA | NÜR | IMO | LEM | ZEL | WAT | LEC | BRH | KYA |     |     |     |     |     |     |     |     |     |     |
| 1974   | Chevron Cars Team Gunston | Chevron B23 Chevron B26 |     |     | 15  |     |     |     |     |     | 4   | DNF |     |     |     |     |     |     |     |     |     |     |

## Zitat
„Wer ist schon so blöd und gewinnt einen Grand Prix mit einem Schnitt von 242 km/h?“